# Sportplakette des Saarlandes
Die Sportplakette des Saarlandes ist die höchste Auszeichnung des deutschen Bundeslandes Saarland für den Sport. Sie wurde 1997 zum ersten Mal verliehen.

## Zweck
Das Ministerium ehrt durch die Verleihung Persönlichkeiten, die sich in ehrenamtlicher Arbeit in besonderem Maß um den organisierten Sport auf Verbands-, Kreis- bzw. Gau- oder Bezirks- sowie Vereinsebene verdient gemacht haben. Mit der Sportplakette soll ehrenamtlich Tätigen, die sich im Sport auf besondere Art und Weise engagieren, für ihre Hilfsbereitschaft und den selbstlosen Einsatz gedankt werden. Neben dem Engagement im organisierten Sport ist ausschlaggebendes Kriterium die Art und Weise, wie über lange Jahre hinweg der freiwillige Dienst an der Gemeinschaft und vor allem auch in der Jugendarbeit ausgeübt wird. Die Sportplakette kann in jährlichem Turnus an Einzelpersonen oder Mannschaften vergeben werden.

## Vergabekriterien
Die Sportplakette des Saarlandes kann pro Jahr laut Verleihungsrichtlinien an höchstens zehn Personen oder Mannschaften verliehen werden. Für die Vergabe der Sportplakette des Saarlandes können jeweils bis zum 1. Juli eines Jahres beim Saarländischen Ministerium für Arbeit, Familie, Soziales, Prävention und Sport Vorschläge eingereicht werden. Dazu ist ein Formular zu verwenden. Antragsberechtigt sind unter anderem der Landessportverband für das Saarland, die saarländischen Sportverbände, die Landkreise bzw. der Regionalverband Saarbrücken sowie die Städte und Gemeinden des Saarlandes. Beim Ministerium ist zur Auswahl ein Ausschuss eingerichtet, ehemals unter dem Vorsitz des zwischenzeitlich verstorbenen Werner Zimmer.

## Verleihung
Die Verleihung wird durch den Saarländischen Minister für Arbeit, Familie, Soziales, Prävention und Sport im Rahmen einer Feierstunde in einem repräsentativen Ambiente vorgenommen. Überreicht werden neben der gerahmten, großformatigen Urkunde eine individuell mit dem jeweiligen Namen gravierte Plexiglasplakette. Sie ist mit einem Standfuß versehen, so dass man sie auf dem Tisch aufstellen kann.